# A United Airlines 175-ös járatának katasztrófája
A United Airlines 175-ös járata a bostoni Logan nemzetközi repülőtér és a los angeles-i Los Angeles-i nemzetközi repülőtér között közlekedő menetrend szerinti belföldi repülőjárat volt, amit 2001. szeptember 11-én a szeptember 11-i összehangolt merényletsorozat részeként öt Al-Káida terrorista eltérített, és szándékosan a Világkereskedelmi Központ (World Trade Center) épületkomplexumának déli tornyába irányított New Yorkban. A repülőgép fedélzetén tartózkodó 65, valamint számos, a felhőkarcolóban tartózkodó személy életét vesztette.
A terroristák akciója a gép felszállása után körülbelül 30 perccel kezdődött: ekkor a gépeltérítők erőszakkal betörtek a pilótafülkébe, megölték a kapitányt és az első tisztet, az utasokat és a személyzet többi tagját pedig a gép hátuljába kényszerítették. A repülő irányítását Marwan al-Shehhi – aki kereskedelmi pilótaengedéllyel rendelkezett – vette át. A korábban eltérített 11-es járattal szemben, ahol a gép vészjeladóját kikapcsolták, a 175-ös járat jeladója látható volt a New York-i központ radarján, amely négy percen keresztül mutatta a repülőgép eltérését a kijelölt repülési útvonaltól, mielőtt a légiforgalmi irányítók 08:51-kor észrevették. Ezt követően több sikertelen kísérletet tettek arra, hogy kapcsolatba lépjenek a járattal.  A fedélzeten tartózkodó több utas és a személyzet több tagja telefonon vette fel a kapcsolatot a családjaikkal, és információkat közöltek a gépeltérítőkről, valamint az utasok és a személyzet által elszenvedett sérülésekről.
A repülőgép 09:03 (15:03 CEST)-kor a World Trade Center kettes tornyának (a déli toronyba) ütközött. A járat eltérítését a terroristák összehangolták az American Airlines 11-es járatával, amely 17 perccel a 175-ös előtt érkezett meg New York fölé, és csapódott be a WTC egyes (északi) tornyába. A kettes torony eltalálása volt az aznap történt becsapódások közül az egyetlen, amit a televízió élő adásban közvetített. A becsapódás, és az azt követő, pusztító tűz következtében a torony 09ː59 (15:59 CEST)-kor összedőlt, ami további több száz áldozatot követelt. A World Trade Center helyszínén végzett helyreállítási munkálatok során a munkások megtalálták és azonosították a 175-ös járat néhány áldozatának maradványait, de sok áldozatot máig nem sikerült azonosítani.

## A járat

### A repülőgép

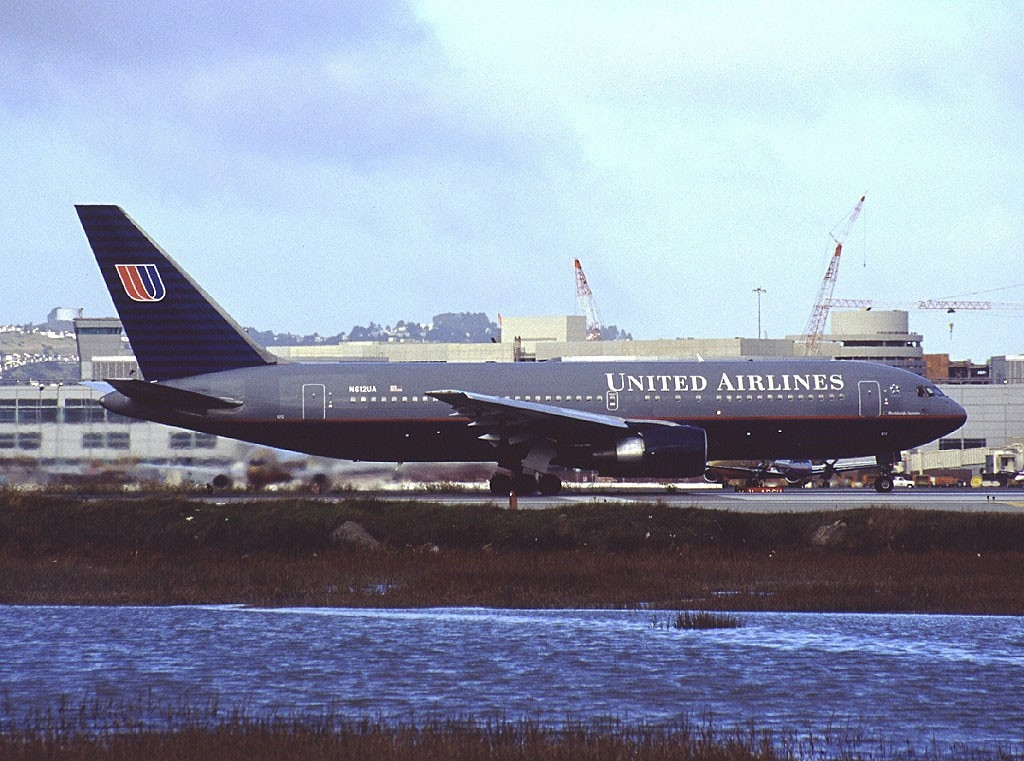
A repülőgép 1999-ben

Az érintett repülőgép egy Boeing 767-200, N612UA lajstromjellel, amit 1983 februárjában szállítottak le a United Airlinesnak. A gép 168 utas befogadására volt alkalmas (10 első osztályú, 32 business osztályú és 126 turistaosztályú hely). A támadások napján a járat mindössze 56 utast és 9 fős személyzetet szállított, ami 33 százalékos kihasználtságot jelentett – ami jóval a szeptember 11-ét megelőző három hónap 49 százalékos átlagos kihasználtsága alatt volt. A kilencfős személyzet tagjai között volt Victor Saracini kapitány (51 éves), Michael Horrocks első tiszt (38 éves), Kathryn Laborie pénztáros, valamint Robert Fangman, Amy Jarret, Amy King, Alfred Marchand, Michael Tarrou és Alicia Titus légiutaskísérők.

### Indulás
Két gépeltérítő, Hamza al-Ghamdi és Ahmed al-Ghamdi szeptember 11-én reggel kijelentkeztek a bostoni szállodájukból, és taxival a Logan repülőtérre vitették magukat. Helyi idő szerint 06:20 (12:20 CEST)-kor érkeztek meg a United Airlines C terminálon lévő pultjához, ahol Ahmed két poggyászt adott fel a járatra. Mindkét gépeltérítő jelezte, hogy jegyet szeretne vásárolni, annak ellenére, hogy már rendelkeztek jegyekkel, amelyeket körülbelül 2 héttel a támadások előtt vásároltak. Nehezen tudtak válaszolni a szokásos biztonsági kérdésekre, ezért a pultos nagyon lassan ismételgette azokat, amíg elégedett nem volt a válaszokkal. A gépeltérítő pilóta, Marwan al-Shehhi 06:45 (12:45 CEST)-kor egyetlen csomagot adott fel, a többi megmaradt gépeltérítő, Fayez Banihammad és Mohand al-Shehri pedig 06:53-kor jelentkezett be; Banihammad két csomagot adott fel. A 175-ös járat egyik gépeltérítőjét sem választotta ki az automata biztonsági rendszer külön ellenőrzésre.
Shehhi és a többi gépeltérítő 07:23 (13:23 CEST) és 07:28 (13:28 CEST) között szállt fel a 175-ös járatra. Banihammad szállt fel elsőként, és elfoglalta helyét az első osztály 2A ülésén. Mohand al-Shehri a 2B ülésen ült. Shehhi és Ahmed al-Ghamdi 07:27 (13:27 CEST)-kor szállt fel, és a 6C, illetve a 9D business osztályon foglalt helyet. Egy perccel később Hamza al-Ghamdi is felszállt, és a 9C ülésen foglalt helyet.
A járat a tervek szerint 08:00 (14:00 CEST)-kor indult volna Los Angelesbe. Ötvenegy utas és az öt gépeltérítő a C terminál 19-es kapuján keresztül szállt fel a 767-esre. A gép 07ː58 (13:58 CEST)-kor kezdett tolatni, és 08:14 (14:14 CEST)-kor szállt fel a 9-es futópályáról, nagyjából ugyanabban az időben, amikor a 11-es járatot eltérítették. A repülőgép 08:33 (14:33 CEST)-ra elérte a 31 000 láb (9400 m) utazómagasságot, amely az a pont, amikor az utaskiszolgálás normális esetben megkezdődik. 08:37 (14:37 CEST)-kor a légiforgalmi irányítók megkérdezték a 175-ös járat pilótáit, hogy látják-e az American Airlines 11-es járatát. A személyzet először azt válaszolta, hogy nem látják az eltérített gépet, de folytatják a keresést. Nem sokkal később jelezték, hogy a 11-es járat 29 000 láb (8800 m) magasságban repül., Az irányítók utasították a 175-ös járatot, hogy forduljon meg és kerülje el a gépet. A pilóták elmondták, hogy felszálláskor gyanús hangokat hallottak a 11-es járatról. "Úgy hangzott, mintha valaki bekapcsolta volna a mikrofont, és azt mondta volna: 'Mindenki maradjon a helyén'" – jelentette a United járatának személyzete. Ez volt az utolsó mondat, amely elhangzott az irányítás felé a 175-ös járatról.

### Hatalomátvétel
A 175-ös járatot 08ː42 (14:42 CEST) és 08ː46 (14:46 CEST) között térítették el; ekkor a 11-es járat már csak pár percre volt a Világkereskedelmi Központtól. A gépeltérítők, Banihammad és al-Shehri erőszakkal behatoltak a pilótafülkébe, és megtámadták a pilótákat, miközben al-Ghamdis az utasokat és a személyzetet az utastér hátsó részébe vezényelte. A dobozvágó késekkel felfegyverzett terroristák halálra késelték mindkét pilótát. Az egyik utas egy telefonbeszélgetés során arról is beszámolt, hogy a banditák gázspray-t is használtak, és bombával fenyegetőztek. Az első jel, ami arra utalt, hogy a gépen valami rendellenes dolog történik, 08ː47 (14:47 CEST)-kor érkezett, amikor a gép transzponderének jele egy percen belül kétszer megváltozott, és a repülőgép elkezdett eltérni a kijelölt útvonalától. A járatot irányító légiforgalmi irányító azonban csak percekkel később, 08:51 (14:51 CEST)-kor vette ezt észre. A 11-es járattal ellentétben, amely kikapcsolta a transzponderét, a 175-ös járat repülési adatait sokáig megfelelően lehetett figyelni. Továbbá 08:51 (14:51 CEST)-kor a 175-ös járat magasságot is változtatott. A következő három percben az irányító öt sikertelen kísérletet tett a 175-ös járattal való kapcsolatfelvételre, és azon dolgozott, hogy a közelben lévő más légi járműveket eltávolítsa a gép közeléből, így elkerülve az összeütközést.
Ez idő tájt a járat majdnem összeütközött a Delta Air Lines 2315-ös járatával, amely Hartfordból Tampába tartott, és a jelentések szerint csak 90 méterrel (300 láb) kerülte el az eltérített gépet. Az irányító, aki a Delta pilótájával beszélt, ráordított a pilótára, hogy tegyen kitérő manővert, és hozzátette: "Van egy repülőgép, amelyről nem tudjuk, mit csinál".
08:55 (14:55 CEST)-kor a New York-i légiforgalmi irányító központ egyik felügyelője értesítette a központ műveleti vezetőjét a 175-ös járat eltérítéséről. Dave Bottiglia – aki a 11-es és a 175-ös járatot is kezelte – megjegyezte: "Lehet, hogy van itt egy gépeltérítés, méghozzá kettő is." 08:58 (14:58 CEST)-kor a 175-ös járat már New Jersey felett repült, 28 500 láb magasságban, New York City felé tartva. A körülbelül 08:58 (14:58 CEST)-tól, amikor Shehhi befejezte az utolsó fordulót New York City felé, a becsapódás pillanatáig hátralévő öt perc alatt a repülőgép folyamatos süllyedésben volt, 5 perc és 4 másodperc alatt több mint 24 000 lábat süllyedt, átlagosan több mint 5 000 láb/perc sebességgel.

### Telefonhívások
Robert Fangman légiutas-kísérő, valamint Peter Hanson és Brian David Sweeney utasok telefonáltak a repülőgép hátsó részében lévő GTE légitelefonokról. Az Airphone-felvételekből az is kiderül, hogy Garnet Bailey utas négyszer próbált telefonálni a feleségének. 08:52 (14:52 CEST)-kor egy férfi légiutas-kísérő – valószínűleg Fangman – felhívta a United Airlines san franciscói irodáját, és beszélt Marc Policastróval. Fangman elmondta, hogy a gépet elrabolták, és hogy maguk a gépeltérítők vezetik a repülőt, továbbá, hogy a pilóták halottak, és hogy egy stewardesst leszúrtak. Egy perc és 15 másodperc után Fangman hívása megszakadt. Policastro ezt követően megpróbált kapcsolatba lépni a repülőgép pilótafülkéjével az Aircraft Communication Addressing and Reporting System (ACARS) rendszer segítségével, választ azonban nem kapott.

Illusztráció a két gép becsapódásáról

Brian David Sweeney 08:59 (14:59 CEST)-kor megpróbálta felhívni a feleségét, Julie-t, de végül csak üzenetet hagyott, amelyben közölte, hogy a gépet eltérítették. Ezután 09:00 (15:00 CEST)-kor felhívta a szüleit, és az édesanyjával, Louise-zal beszélt. Sweeney elmondta édesanyjának hogy a gépet eltérítették, és megemlítette, hogy az utasok azt fontolgatják, hogy megrohamozzák a pilótafülkét és visszaveszik a repülőgép irányítását. Majd azt mondta, hogy szerinte a gépeltérítők visszajöhetnek, ezért gyorsan le kell tennie a telefont. 08:52 (14:52 CEST)-kor Peter Hanson felhívta apját, Lee Hansont a connecticuti Eastonban, és beszámolt neki a gépeltérítésről. Hanson a feleségével, Sue-val és kétéves kislányukkal, Christine-nel utazott, aki a szeptember 11-i támadások legfiatalabb áldozata volt. A család eredetileg a 19. sorban, a C, D és E ülésen ült, Peter azonban a 30E ülésről telefonált az apjának. Hanson elmondta, hogy a gépeltérítők elfoglalták a pilótafülkét, egy légiutaskísérőt leszúrtak, és valószínűleg még valakit megöltek a gép elejében. Azt is elmondta, hogy a gép kiszámíthatatlanul repült. Hanson megkérte az apját, hogy lépjen kapcsolatba a United Airlines-szal, de Lee nem tudta elérni azt, helyette inkább a rendőrséget hívta.

### Becsapódás

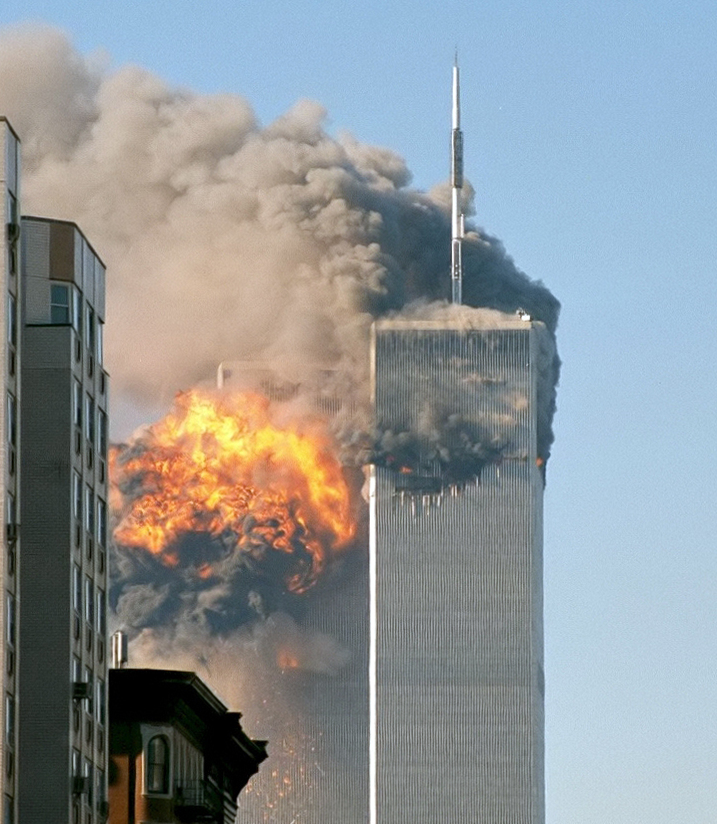
Balraː a 175-ös járat becsapódik a déli toronyba, és felrobban

Ahogy a gép közeledett New York felé, Shehhi láthatta a távolban a már megtámadott északi toronyból áradó tüzet és füstöt. 09ː03 (15:03 CEST)-kor a repülőgép éles bal fordulóban a Világkereskedelmi Központ déli tornyának déli homlokzatának ütközött, hatalmas robbanás kíséretében, több mint 800 km/h sebességgel (Az FAA tanulmány szerint 586 mph, az MIT szerint 537 mph, az  NTSB 2002-es tanulmánya szerint kb. 515 mph sebességgel) 9 100 gallon (34 000 l) üzemanyaggal a fedélzeten. Amikor a 175-ös járat a déli toronyba csapódott, több tévéadó már a 11-es járat katasztrófájáról tudósított, amely 17 perccel korábban csapódott az északi toronyba. A 175-ös járat lezuhanásának jeleneteit így több nézőpontból élő televíziós és amatőr videófelvételen rögzítették. A becsapódásról készült videófelvételeket a támadások napján és az azt követő napokban számos alkalommal játszották le a hírműsorokban. Miután a repülőgép törzse áthatolt a torony homlokzatán, a repülőgép futóművének és törzsének darabjai kirepültek a torony északi oldalán, és a Park Place 45-47. szám alatti épület tetején landoltak. Az épület legfelső emeletének három födémgerendája megsemmisült, jelentős szerkezeti károkat okozva.

## Az összeomlás
Az északi toronnyal ellentétben a déli toronyban a három lépcsőház egyike ép maradt, miután a 175-ös járat a déli toronynak ütközött. Ennek oka az volt, hogy a repülőgép a középponttól eltolva csapódott a toronyba, és nem középen, mint a 11-es járat az északi toronyban. Csak 18 ember jutott át a becsapódási zónán a rendelkezésre álló lépcsőházon keresztül, és hagyta el biztonságban a déli tornyot, mielőtt az összeomlott volna. A 81. emeleten csak egy ember maradt életben: Stanley Praimnath, akinek az irodáját a repülőgép szárnya felszeletelte. Szemtanúja volt annak, hogy a 175-ös járat az ablaka felé tart. Az északi toronyban ugyanakkor a becsapódási zóna feletti emeletekről senki sem menekült meg.
Néhányan, akik becsapódási zóna fölött tartózkodtak, a tető felé igyekeztek, annak reményében, hogy helikopterrel kimentik őket. A tetőre vezető bejárati ajtók azonban zárva voltak. Mindenesetre a sűrű füst és a nagy hőség megakadályozta a mentőhelikopterek leszállását.
A déli torony 09:59:00 (15:59:00 CEST)-kor omlott össze, miután 56 percen át lángolt.

## Utóhatás

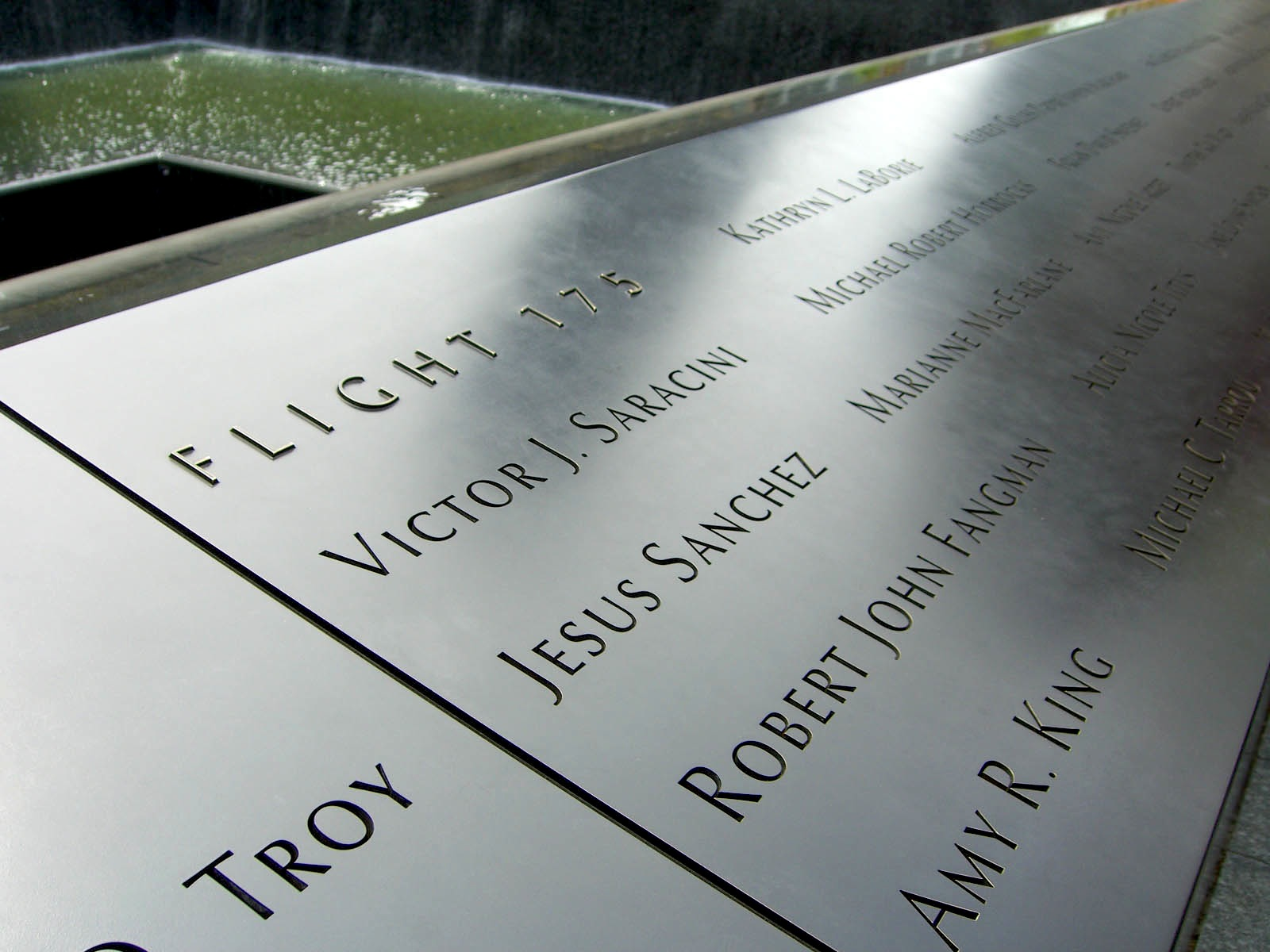
A United 175-ös járatának személyzetének nevei a tornyok helyén létesült emlékművön

A 175-ös járat fedélzeti adatrögzítőit, akárcsak a 11-es járatét, soha nem találták meg. A Boeing 767-es maradványait többek között a West Broadway és a Park Place sarkán lévő épület tetején, a Church és a Murray Street sarkán találták meg, a törzs egy részét pedig a World Trade Center 5 tetején. 2013 áprilisában egy Boeing 767-es belső szárnymechanizmusának egy darabját fedezték fel a Park Place két épülete közé ékelődve.
Röviddel szeptember 11. után az ugyanazon az útvonalon közlekedő járatok számát 175-ről 1525-re változtatták. Azóta a United Airlines átszámozta és átütemezte az összes Bostonból Los Angelesbe tartó járatot. A United Airlines 1820-as járata ma ugyanazon az útvonalon közlekedik, 08:05 (14:05 CEST)-kor indul, és egy Boeing 757-200-as repüli.
Az amerikai szövetségi kormány pénzügyi támogatást – legalább 500 000 dollárt – nyújtott a támadásban elhunyt áldozatok családjainak. Azoknak a magánszemélyeknek, akik pénzt fogadtak el a kormánytól, le kellett mondaniuk arról, hogy bármilyen más szervezetet bepereljenek kártérítésért. Összesen 96 ember nevében indítottak pert a légitársaság és a társult vállalatok ellen. A túlnyomó többségüket nem nyilvános feltételek mellett rendezték, de a teljes kártérítés becslések szerint 500 millió dollár körül lehet.